# Корепанов, Павел Петрович
Павел Петрович Корепанов — советский государственный и политический деятель, председатель Вологодского областного исполнительного комитета. 

## Биография
Родился в 1905 году в деревне Афёрово Костромской губернии. Член ВКП(б) с 1928 года.
С 1926 года - на общественной и политической работе. В 1926-1953 гг. — районный инструктор потребительской кооперации, инструктор-консультант Северного краевого Союза потребительских обществ, председатель Пинежского районного потребительского общества, заведующий Организационно-инструкторским отделом Пинежского районного комитета ВКП(б), 2-й секретарь Каргопольского, 1-й секретарь Лежского районного комитета ВКП(б), секретарь Вологодского областного комитета ВКП(б) по лесной промышленности, 3-й, 2-й секретарь Вологодского областного комитета ВКП(б), председатель Исполнительного комитета Вологодского областного Совета.
Избирался депутатом Верховного Совета РСФСР 2-го созыва, Верховного Совета СССР 3-го созыва.